# Rotorua
Rotorua (tiếng Māori: Rotorua Te-nui-a-Kahumatamomoe, hồ lớn thứ hai của Kahumatamomoe ") là một thành phố trên bờ biển phía nam của hồ cùng tên, vùng Bay of Plenty của đảo Bắc của NewZealand. Thành phố này là chỗ của quận Rotorua, một cơ quan lãnh thổ bao gồm các thành phố và một số thị trấn khác gần đó. Thành phố Rotorua có dân số ước tính thường trú của 55.900 người, quận Rotorua có một dân số ước tính tổng số 68.600 người. Thành phố này là trung tâm của đảo Bắc, chỉ 60 km (37 dặm) phía nam của Tauranga, 80 km (50 dặm) phía bắc của Taupo, 105 km (65 dặm) về phía đông của Hamilton, và 230 km (140 dặm) về phía đông nam Auckland.
Rotorua là một điểm đến lớn đối với cả khách du lịch trong nước và quốc tế, ngành công nghiệp du lịch là ngành công nghiệp lớn nhất trên địa bàn quận. Thành phố này được biết đến với hoạt động địa nhiệt của nó, nổi bật với mạch nước phun - đặc biệt là mạch nước phun Pohutu tại Whakarewarewa và bể bùn khoáng nóng. Các địa điểm này có nguồn gốc cho các miệng núi lửa Rotorua, thành phố Rotorua là nơi có Viện Công nghệ Waiariki.
Thành phố có sân bay quốc tế Rotorua.

## Khí hậu
| Dữ liệu khí hậu của Rotorua (1981−2010)  | Dữ liệu khí hậu của Rotorua (1981−2010) | Dữ liệu khí hậu của Rotorua (1981−2010) | Dữ liệu khí hậu của Rotorua (1981−2010) | Dữ liệu khí hậu của Rotorua (1981−2010) | Dữ liệu khí hậu của Rotorua (1981−2010) | Dữ liệu khí hậu của Rotorua (1981−2010) | Dữ liệu khí hậu của Rotorua (1981−2010) | Dữ liệu khí hậu của Rotorua (1981−2010) | Dữ liệu khí hậu của Rotorua (1981−2010) | Dữ liệu khí hậu của Rotorua (1981−2010) | Dữ liệu khí hậu của Rotorua (1981−2010) | Dữ liệu khí hậu của Rotorua (1981−2010) | Dữ liệu khí hậu của Rotorua (1981−2010) |
| Tháng                                    | 1                                       | 2                                       | 3                                       | 4                                       | 5                                       | 6                                       | 7                                       | 8                                       | 9                                       | 10                                      | 11                                      | 12                                      | Năm                                     |
| ---------------------------------------- | --------------------------------------- | --------------------------------------- | --------------------------------------- | --------------------------------------- | --------------------------------------- | --------------------------------------- | --------------------------------------- | --------------------------------------- | --------------------------------------- | --------------------------------------- | --------------------------------------- | --------------------------------------- | --------------------------------------- |
| Trung bình ngày tối đa °C (°F)           | 22.8 (73.0)                             | 22.9 (73.2)                             | 20.9 (69.6)                             | 18.0 (64.4)                             | 15.1 (59.2)                             | 12.6 (54.7)                             | 12.0 (53.6)                             | 12.8 (55.0)                             | 14.6 (58.3)                             | 16.4 (61.5)                             | 18.6 (65.5)                             | 20.8 (69.4)                             | 17.3 (63.1)                             |
| Trung bình ngày °C (°F)                  | 17.7 (63.9)                             | 17.9 (64.2)                             | 16.0 (60.8)                             | 13.3 (55.9)                             | 10.7 (51.3)                             | 8.5 (47.3)                              | 7.8 (46.0)                              | 8.4 (47.1)                              | 10.2 (50.4)                             | 12.0 (53.6)                             | 13.9 (57.0)                             | 16.2 (61.2)                             | 12.7 (54.9)                             |
| Tối thiểu trung bình ngày °C (°F)        | 12.6 (54.7)                             | 13.0 (55.4)                             | 11.1 (52.0)                             | 8.5 (47.3)                              | 6.3 (43.3)                              | 4.3 (39.7)                              | 3.5 (38.3)                              | 4.1 (39.4)                              | 5.8 (42.4)                              | 7.6 (45.7)                              | 9.2 (48.6)                              | 11.5 (52.7)                             | 8.1 (46.6)                              |
| Lượng Giáng thủy trung bình mm (inches)  | 92.7 (3.65)                             | 93.9 (3.70)                             | 99.2 (3.91)                             | 107.2 (4.22)                            | 116.9 (4.60)                            | 136.1 (5.36)                            | 134.5 (5.30)                            | 131.4 (5.17)                            | 109.3 (4.30)                            | 112.3 (4.42)                            | 93.8 (3.69)                             | 114.2 (4.50)                            | 1.341,8 (52.83)                         |
| Số ngày giáng thủy trung bình (≥ 1.0 mm) | 8.2                                     | 7.4                                     | 8.5                                     | 8.2                                     | 9.5                                     | 11.2                                    | 11.0                                    | 11.6                                    | 11.3                                    | 10.9                                    | 9.4                                     | 10.0                                    | 117.0                                   |
| Độ ẩm tương đối trung bình (%)           | 78.8                                    | 81.4                                    | 81.5                                    | 83.4                                    | 87.1                                    | 87.5                                    | 87.3                                    | 85.9                                    | 81.6                                    | 79.7                                    | 77.2                                    | 78.9                                    | 82.5                                    |
| Số giờ nắng trung bình tháng             | 242.9                                   | 205.9                                   | 199.7                                   | 170.5                                   | 145.1                                   | 119.1                                   | 130.7                                   | 152.1                                   | 155.1                                   | 190.8                                   | 200.1                                   | 215.8                                   | 2.127,8                                 |
| Nguồn: NIWA Climate Data                 |                                         |                                         |                                         |                                         |                                         |                                         |                                         |                                         |                                         |                                         |                                         |                                         |                                         |